# Moerastandkaak
De moerastandkaak (Enoplognatha caricis) is een spin die behoort tot de kogelspinnen (Theridiidae).
Het kopborststuk is donkerbruin met speervormige patronen erop. De poten zijn bruin met donkerbruine banden. De opisthosoma zijn donkerbruin met hart- en bladvormig patroon waarvan het in het midden is omzoomd met witte lijnen. Deze spin maakt zijn web onder gras of bladeren.